# Городище (Кіровський район)
Городи́ще (рос. Городище) — село в Кіровському районі Ленінградської області, Росія.